# محار اللؤلؤ

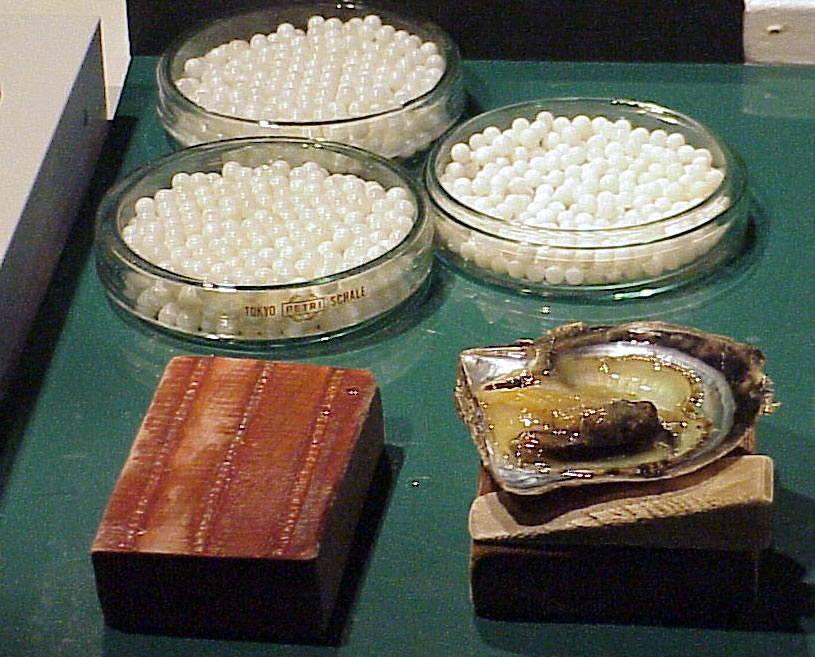
أسفل إلى اليمين محار لؤلؤ مفتوحة.

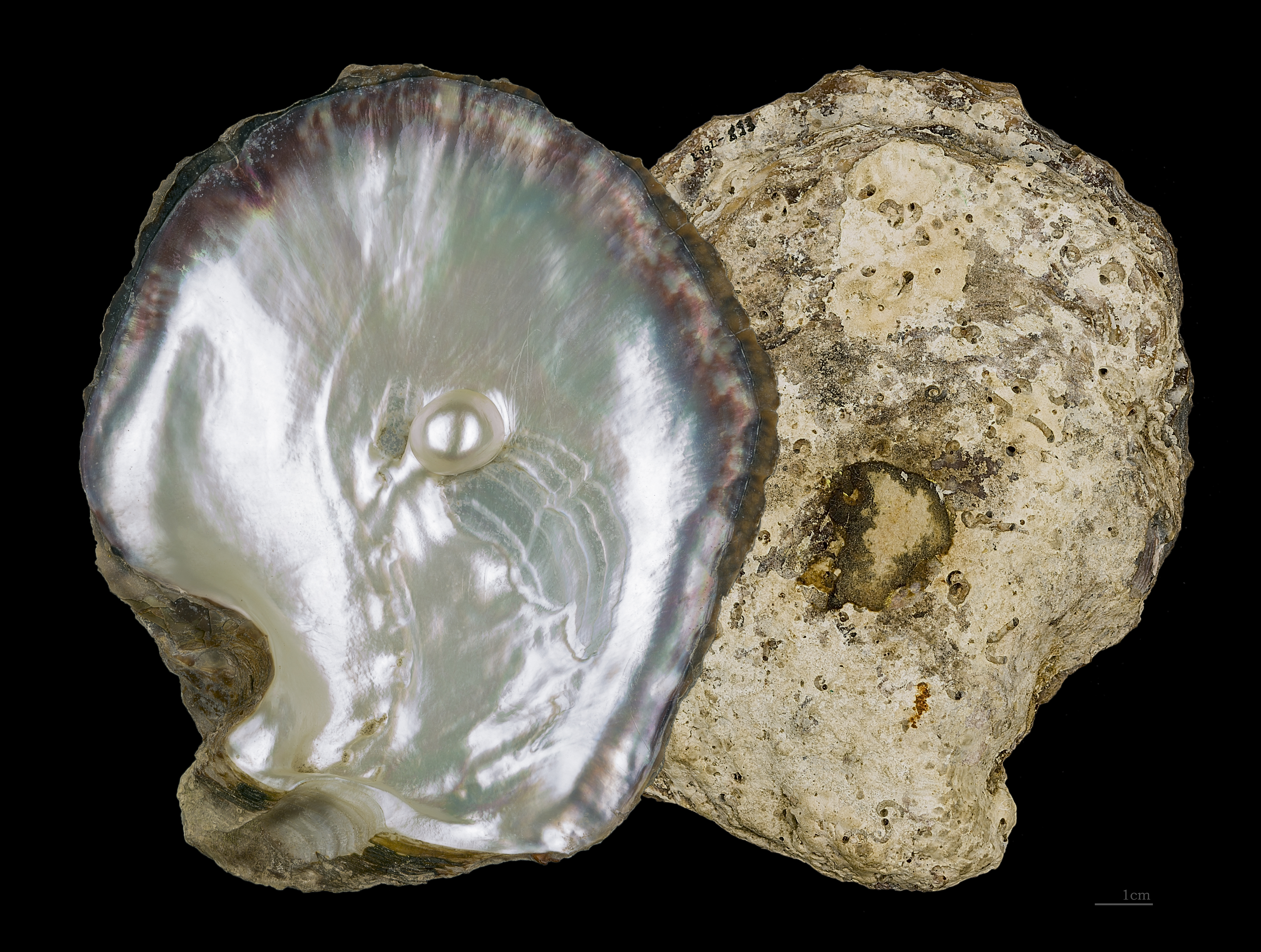
محار اللؤلؤ.

محار اللؤلؤ أو الثَعْثَع (بالإنجليزية: Pearl Oyster) ليس قريبا من المحار الحقيقي، حيث إنه من عائلة أخرى مختلفة وهي عائلة المحار المكسو بالريش أو «بترييداي». ويمكننا الحصول على كل من اللؤلؤ الصناعي واللؤلؤ الطبيعي من محار اللؤلؤ. كماأن الرخويات الأخرى التي تعيش في المياه العذبة يمكن أيضا أن تنتج لآلئ قيمة. وأكبر أنواع محار اللؤلؤ هو المحار البحري المسمى «بينكتادا ماكسيما»، الذي قد يصل حجمه حجم طبق. وليس من الضروري أن نجد في كل محارة لؤلؤة، ففي حصاد يبلغ ثلاثة أطنان من المحار نجد عادة ثلاثة أو أربعة محارات فيها لآلئ كاملة. في الطبيعة، ينتج محار اللؤلؤ اللؤلؤ الطبيعي من خلال تغطية دقيقة للطفيليات مع الصدف، وليس عن طريق بلع حبة الرمل.[1] وهناك العديد من الأنواع المختلفة في الألوان والأشكال من اللؤلؤ. وهذه الصفات تعتمد على الأصباغ الطبيعية من الصدف والشكل الأصلي. هذه اللآلئ لا تقل قيمة عن اللؤلؤ الطبيعي. في الواقع، منذ بداية القرن 20th، عندما اكتشف الباحثون كيفية إنتاج اللؤلؤ الاصطناعي، فإن سوق اللؤلؤ الآن قد تجاوزت سوق اللؤلؤ الطبيعي. وتقل اللآلئ الطبيعية على نحو متزايد، ويمكن أن تتكلف قلادة من اللؤلؤ الطبيعي عدة مئات من آلاف دولار أمريكى.

## اقرأ أيضا
- لؤلؤ صناعي
- عرق اللؤلؤ
- لؤلؤ